# 皮普金岩
68°5′S 68°50′W / 68.083°S 68.833°W
皮普金岩（Pipkin Rock），是南極洲的岩石，位於葛拉漢地的法利埃海岸，處於迪斯默爾島東北面的瑪格麗特灣，在1909年由讓-巴蒂斯特·夏古率領的法國探險隊發現和繪入地圖，現時由南極條約體系管理。